# Paraeuniphysa italica
Paraeuniphysa italica är en ringmaskart som först beskrevs av Cantone och Gravina 1991, och fick sitt nu gällande namn av n. comb. Paraeuniphysa italica ingår i släktet Paraeuniphysa och familjen Eunicidae. Inga underarter finns listade i Catalogue of Life.